# Schloss Beuren

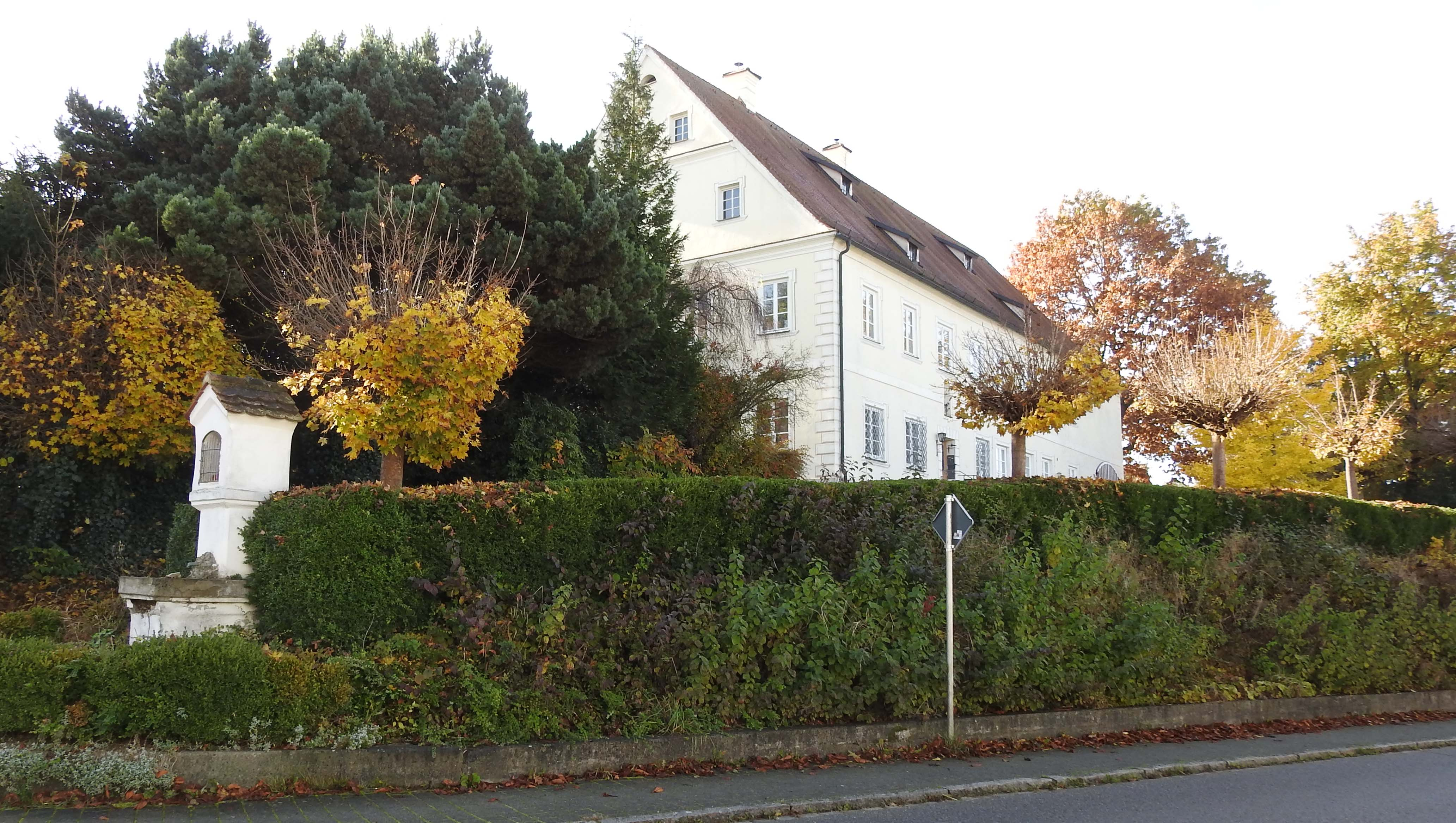
Schloss Beuren

Das Schloss Beuren steht in Beuren in der Marktgemeinde Pfaffenhofen an der Roth im bayerisch-schwäbischen Landkreis Neu-Ulm in Bayern. 

## Baugeschichte
Das Schloss ist ein stattlicher Satteldachbau von vier zu sieben Achsen mit Putzquaderung und Profilgesimsen.
Das heutige Schloss wurde um 1730 für das Kloster Buxheim errichtet, das es bis in den Beginn des 19. Jahrhunderts hinein besaß. Weitere Besitzer waren die Grafen von Ostein und die Grafen von Waldbott–Bassenheim.
Das Gebäude steht unter der Aktennummer D-7-75-143-5 unter Denkmalschutz.